# العلاقات الجزائرية الليختنشتانية
العلاقات الجزائرية الليختنشتانية هي العلاقات الثنائية التي تجمع بين الجزائر وليختنشتاين.

## مقارنة بين البلدين
هذه مقارنة عامة ومرجعية للدولتين:
| وجه المقارنة                                              | الجزائر                      | ليختنشتاين                                 |
| --------------------------------------------------------- | ---------------------------- | ------------------------------------------ |
| المساحة (كم2)                                             | 2.38 مليون                   | 16                                         |
| عدد السكان (نسمة)                                         | 38.81 مليون                  | 37.47 ألف                                  |
| الكثافة السكانية (ن./كم²)                                 | 16.31                        | 234.19 ألف                                 |
| العاصمة                                                   | الجزائر                      | فادوتس                                     |
| اللغة الرسمية                                             | اللغة العربية، لغات أمازيغية | اللغة الألمانية                            |
| العملة                                                    | دينار جزائري                 | فرنك سويسري                                |
| الناتج المحلي الإجمالي (بليون دولار)                      | 170.37 مليار                 | 6.29 مليار                                 |
| الناتج المحلي الإجمالي (تعادل القوة الشرائية) بليون دولار | 582.63 مليار                 |                                            |
| الناتج المحلي الإجمالي الاسمي للفرد دولار أمريكي          | 4.21 ألف                     |                                            |
| الناتج المحلي الإجمالي للفرد دولار أمريكي                 | 14.19 ألف                    |                                            |
| مؤشر التنمية البشرية                                      | 0.745                        | 0.908                                      |
| رمز المكالمات الدولي                                      | +213                         | +423                                       |
| رمز الإنترنت                                              | .dz                          | .li                                        |
| المنطقة الزمنية                                           | ت ع م+01:00                  | توقيت وسط أوروبا، ت ع م+01:00، ت ع م+02:00 |

## منظمات دولية مشتركة
يشترك البلدان في عضوية مجموعة من المنظمات الدولية، منها:
| علم المنظمة | اسم المنظمة                   | تاريخ انضمام الجزائر | تاريخ انضمام ليختنشتاين |
| ----------- | ----------------------------- | -------------------- | ----------------------- |
|             | الاتحاد البريدي العالمي       | ?                    | ?                       |
|             | الاتحاد الدولي للاتصالات      | 3 مايو 1963          | 25 يوليو 1963           |
|             | منظمة حظر الأسلحة الكيميائية  | ?                    | ?                       |
|             | منظمة التجارة العالمية        | ?                    | ?                       |
|             | منظمة الشرطة الجنائية الدولية | ?                    | ?                       |
|             | الأمم المتحدة                 | 8 أكتوبر 1962        | 18 سبتمبر 1990          |

## وصلات خارجية
- موقع وزارة الخارجية الجزائرية